# Visuotinė lietuvių enciklopedija
Visuotinė lietuvių enciklopedija – litewska encyklopedia powszechna, poruszająca tematy z różnych dziedzin wiedzy. Jej wydawcą jest Mokslo ir enciklopedijų leidybos centras.
Encyklopedia „Visuotinė lietuvių enciklopedija” jest dostępna w wersji papierowej oraz w aktualizowanym wydaniu internetowym (vle.lt).
Wydanie książkowe encyklopedii ukazało się w 25 tomach w latach 2001–2014.
Encyklopedia zawiera ponad 120 tys. artykułów, tekstów opatrzonych ilustracjami i mapami.